# حسین‌آباد (یزد)
حسین‌آباد (یزد)، روستایی از توابع بخش زارچ شهرستان یزد در استان یزد ایران است.

## جمعیت
این روستا در دهستان اله‌آباد قرار دارد و براساس سرشماری مرکز آمار ایران در سال ۱۳۸۵، جمعیت آن ۲۲ نفر (۱۰خانوار) بوده است.